# 东风湖
东风湖是一个位于中国湖南省岳阳市的淡水湖，面积约为3.39平方千米，属于长江区。它的一级流域为长江流域，二级流域为长江干流水系。